# 本田町 (春日部市)
本田町（ほんでんちょう）は、埼玉県春日部市の町丁。現行行政地名は本田町一丁目から本田町二丁目。住居表示未実施地区。郵便番号は344-0016。

## 地理
埼玉県の東部地域で、春日部市南東部の沖積平野に位置する地区である。多くが大落古利根川（利根川）が造り出した自然堤防上や氾濫平野に位置するが、藤塚郵便局付近には後背湿地も見られる。なお、本田町のすぐ西側の隣接地（藤塚）に藤塚砂丘と称する河畔砂丘がある。
四方を藤塚に囲まれている。また、地図によっては南東端では対角線（対頂角）上に六軒町が位置しているように描かれるが、実際は2つの頂点（角）が僅かに接していないため位置しない。
地内は全域が市街化区域で、第一種中高層住居専用地域（通り沿いは第一種住居地域）に指定された戸建ての住宅地で、僅かだが生産緑地地区や農家もある。

### 地価
住宅地の地価は、2024年（令和6年）の公示地価によれば、本田町1丁目98番地3の地点で8万7,600円/m2となっている。

## 歴史
- 1978年（昭和53年）11月19日 - 藤塚第二土地区画整理事業の完成により換地処分を実施[9]、大字藤塚の一部より本田町一丁目 - 二丁目が成立[7][10]。
- 2005年（平成17年）
  - 5月15日 - 地内に朝日自動車杉戸営業所の春日部駅（東口・西口） - ゆりのき橋 - 豊野工業団地線が開設される。
  - 10月1日 - 春日部市が北葛飾郡庄和町と合併し、新たな春日部市が発足[11]、同市の町丁となる[12]。

## 世帯数と人口
2024年（令和6年）1月1日時点の世帯数と人口は、以下のとおりである。
| 丁目         | 世帯数  | 人口    |
| ------------ | ------- | ------- |
| 本田町一丁目 | 339世帯 | 789人   |
| 本田町二丁目 | 602世帯 | 1,327人 |
| 計           | 941世帯 | 2,116人 |

## 小・中学校の学区
市立小・中学校に通う場合、学区は以下の通りとなる。
| 丁目         | 番地 | 小学校               | 中学校               |
| ------------ | ---- | -------------------- | -------------------- |
| 本田町一丁目 | 全域 | 春日部市立藤塚小学校 | 春日部市立豊野中学校 |
| 本田町二丁目 | 全域 | 春日部市立藤塚小学校 | 春日部市立豊野中学校 |

## 交通
地内に鉄道は敷設されていない。最寄り駅は東武鉄道伊勢崎線（東武スカイツリーライン）一ノ割駅で、本田町1丁目98番地3の地点の地点からおよそ1,500 m離れている。

### 道路
- 埼玉県道10号春日部松伏線
- 市道1-10号線 - 藤塚橋で大落古利根川を渡河するやや曲線の多い路線

### バス
朝日自動車杉戸営業所
- 春日部駅東口〜藤塚中央〜豊野工業団地線（系統番号：KB61〜KB64）
「文化住宅入口」停留所が設置されている[14]。

春日部市コミュニティバス「春バス」
地区内を縦貫・巡回する路線は設定されていない。

## 施設
- 藤塚郵便局
- 本田町区画整理記念館
- 不動尊[6]（2丁目195−1）
- 藤塚第2公園（街区公園）
- 藤塚第3公園（街区公園）
- 藤塚新田公園（街区公園）